# Лесопоток
Лесопоток (укр. Лісопотік) — село в Ивано-Франковской поселковой общине Яворовского района Львовской области Украины.
Население по переписи 2001 года составляло 107 человек. Занимает площадь 0,22 км². Почтовый индекс — 81082. Телефонный код — 3259.